# Bonito (Pernambuco)
Bonito este un oraș în Pernambuco (PE), Brazilia.